# Huhn mit Pflaumen (Film)
Huhn mit Pflaumen (Originaltitel: Poulet aux Prunes) ist ein deutsch-französisch-belgischer Film von Marjane Satrapi und Vincent Paronnaud aus dem Jahr 2011. Er basiert auf der gleichnamigen Graphic Novel von Marjane Satrapi.

## Handlung
Der Film spielt im Iran der 1950er Jahre. Das Land schwankt zwischen Demokratiebewegung und Schah-Regime. Nasser-Ali Khan ist einer der größten Geiger seiner Zeit, doch bei einem Ehestreit zerstört seine Frau die geliebte Geige. Nasser-Ali ahnt, dass er nun nie mehr spielen kann wie zuvor. Sein Lehrer hatte ihm das Instrument Jahrzehnte zuvor geschenkt, nachdem die unerfüllte Liebe zu der schönen Irâne Nasser-Alis Spiel um die entscheidende Note bereichert hatte und ihm einen reinen Klang bescherte.
Nasser-Ali verliebte sich in jungen Jahren in die wunderschöne Irâne, die seine Liebe erwiderte. Doch der Vater der jungen Frau hatte darauf bestanden, sie mit einem Offizier zu verheiraten. Die unglückliche Liebe zu Irâne hat ihn einerseits sein ganzes Leben begleitet, andererseits aber auch inspiriert.
Der gealterte Nasser-Ali macht sich auf die Suche nach einer neuen Geige, welcher der gleiche Zauber innewohnt. Doch kurz nach dem Kauf eines solchen Instruments trifft er auf seine Irâne, die mittlerweile Großmutter ist und so tut, als erkenne sie ihn nicht wieder. In seiner Verzweiflung will er nur noch sterben. Er spielt verschiedene Todesarten durch, doch keine will seinen Ansprüchen genügen. So legt er sich in sein Bett, fest entschlossen, innerhalb der nächsten acht Tage zu sterben. In einer Rückschau auf sein Leben durchlebt er noch einmal die tragischen Momente seines Lebens und blickt in die trostlose Zukunft seiner Kinder.

## Hintergrund
Der Titel des Films spielt auf ein iranisches Nationalgericht an, im Film ist es das Lieblingsgericht des Hauptakteurs.
Der Film, der 2010 komplett in den Ateliers und Außenkulissen von Studio Babelsberg in Potsdam aufgenommen wurde, kam am 5. Januar 2012 in die deutschen Kinos.

## Rezeption
Spiegel Online lobte die visuellen Ideen des Films, doch „wo ‚Persepolis‘ (der von Satrapis eigener Kindheit im Iran erzählte) eine klare Linie hatte, Leidenschaft und Feuer, hat Huhn mit Pflaumen (der von der Geschichte ihres Großonkels inspiriert ist) eine zerfaserte Dramaturgie, die vieles anreißt und nichts auserzählt. Mehr ein Flickenteppich als ein edler Perser. Aber schön anzusehen allemal.“
Für die Süddeutsche Zeitung war Huhn mit Pflaumen „ein wunderbares“, „surreales Melodram“. Die FAZ hingegen bedauerte, dass Satrapi und Paronnaud „in ihrem Spielfilm Huhn mit Plaume(n) auf Farce statt Farsi“ setzen.